# Jan Kozák

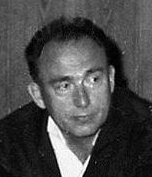
Jan Kozák

Jan Kozák (* 25. März 1921 in Roudnice nad Labem; † 5. Mai 1995 in Prag) war tschechischer Schriftsteller.

## Leben
1940 legte er die Abiturprüfung ab und arbeitete nach dem Zweiten Weltkrieg als Angestellter und Funktionär in kulturellen Einrichtungen der Kommunistischen Partei KSČ. 1951 absolvierte er die Zentrale politische Schule und hob sich besonders als Apparatschik hervor. 1972 wählte man Kozák zum Vorstand des Verbandes der tschechischen Schriftsteller (Svaz českých spisovatelů). Die Funktion übte er bis 1989 aus.
Er gehörte zu den Schriftstellern, die der Politik der Kommunisten treu ergeben waren.

## Werke
Seine Werke geben die Politik und die Ideologie der kommunistischen Partei wieder. Er schöpft aus persönlichen Erfahrungen der Kollektivierung der Dörfer in der Slowakei, an der er selbst mitwirkte. Daneben beschrieb er auch in einigen Büchern seine Jagderfahrungen in der Taiga.
- Pohledy do oken, 1941
- Horký dech, 1961
- Mariana Radvaková, 1962
- Mariana, 1965
- Silná ruka, 1966
- Léčka, 1968
- Svatý Michal, 1971
- Lovcem v tajze, 1972 (Deutsch: Als Jäger in der Taiga, 1975) Kozák erzählt von seiner Erfahrung, zusammen mit einem Jäger in Ostsibirien ein Winterhalbjahr fernab jeder menschlichen Siedlung verbracht zu haben.
- Čapí hnízdo, 1976
- Bílý hřebec, 1979
- Adam a Eva, 1982
- Mariana a jiné osudy, 1985